# Uczur
Uczur – rzeka w Rosji, w Kraju Chabarowskim i Jakucji; prawy dopływ Ałdanu. Długość 812 km; powierzchnia dorzecza 113 tys. km²; średni roczny przepływ przy ujściu 1345 m³/s.
Źródła w Paśmie Stanowym (wzgl. w jego przedłużeniu czyli łańcuchu Dżugdżur). Płynie w wąskiej dolinie w kierunku północno-wschodnim i północnym przez Góry Ałdańskie; żeglowna od ujścia rzeki Ginim. W dorzeczu występują zjawiska krasowe oraz ciepłe źródła z obszarami zawsze wolnymi od śniegu.
Główne dopływy: Gonam, Ginim (lewe).
Zamarza od października do maja; zasilanie deszczowo-śniegowe.
Uczur wpływa do Ałdanu poniżej miejscowości Czagda.